# Micropachycephalosaurus
Micropachycephalosaurus là một chi khủng long Ceratopsia đơn loài. Nó sống tại Trung Quốc vào thời kỳ Creta muộn (70,6 đến 68,5 triệu năm trước). Một bộ xương không hoàn chỉnh của một cá thế được tìm thấy tại một vách đá tây nam Lai Dương, tỉnh Sơn Đông. Nó đi hai chân và ăn thực vật, và hiện là chi khủng long có tên dài nhất. Tuy vậy, nó lại có kích thước nhỏ, chỉ hơn 1 mét (3.3 feet).